# Finale de la Ligue Europa 2012-2013
La finale de la Ligue Europa 2012-2013 est la 42e finale de la Ligue Europa de l'UEFA, et la 4e depuis la réforme de l’ancienne Coupe UEFA. Ce match de football a lieu le 15 mai 2013 à l'Amsterdam Arena d'Amsterdam, aux Pays-Bas.
Elle oppose l'équipe portugaise du Benfica Lisbonne aux Anglais de Chelsea. Le match se termine par une victoire de Chelsea sur le score de 2 buts à 1, il s'agit de leur premier titre dans la compétition.
Chelsea est la première équipe vainqueur de la Ligue des champions à jouer en Ligue Europa la saison suivante, devenant la première équipe tenante du titre à être éliminée dès la phase de groupes. De ce fait, à la suite de cette victoire, elle devient également le premier club à enchaîner une victoire Ligue des champions puis en Ligue Europa la saison suivante. Chelsea devient également le quatrième club à avoir remporté les trois coupes européennes majeures, ayant remporté la Coupe des vainqueurs de coupe en 1971 et en 1998, et la Ligue des champions en 2012. Elle rejoint la Juventus, l'Ajax Amsterdam et le Bayern Munich parmi les clubs ayant réussi cet exploit.
Vainqueur de la finale, Chelsea est à ce titre qualifié pour la Supercoupe d'Europe 2013 contre le Bayern Munich, vainqueur de la finale de la Ligue des champions.

## Stade
L'Amsterdam ArenA est désignée hôte de la finale à l'issue d'une réunion du Comité exécutif de l'UEFA le 16 juin 2011. Il s'agit de la deuxième finale de coupe européenne organisée dans ce stade après la finale de la Ligue des champions en 1998 qui opposa le Real Madrid à Juventus pour une victoire des Espagnols sur le score de 1 but à 0. Le stade a également accueilli cinq match de l'Euro 2000, dont une demi-finale.
Le stade, construit en 1994 en remplacement du Stadion De Meer et ouvert en 1996, est la résidence de l'Ajax Amsterdam et de l'équipe des Pays-Bas.
Sa capacité est de 53 502 places, réduite à 51 800 lors des compétitions de l’UEFA.

## Parcours des finalistes
Note : dans les résultats ci-dessous, le score du finaliste est toujours donné en premier (D : domicile ; E : extérieur).
| Rang | Équipe           | Pts | J | G | N | P | Bp | Bc | Diff |
| ---- | ---------------- | --- | - | - | - | - | -- | -- | ---- |
| 1    | FC Barcelone     | 13  | 6 | 4 | 1 | 1 | 8  | 5  | +3   |
| 2    | Celtic Glasgow   | 10  | 6 | 3 | 1 | 2 | 9  | 8  | +1   |
| 3    | Benfica Lisbonne | 8   | 6 | 2 | 2 | 2 | 5  | 5  | 0    |
| 4    | Spartak Moscou   | 3   | 6 | 1 | 0 | 5 | 7  | 14 | -7   |

| Rang | Équipe           | Pts | J | G | N | P | Bp | Bc | Diff |
| ---- | ---------------- | --- | - | - | - | - | -- | -- | ---- |
| 1    | Juventus FC      | 12  | 6 | 3 | 3 | 0 | 12 | 4  | +8   |
| 2    | Chakhtar Donetsk | 10  | 6 | 3 | 1 | 2 | 12 | 8  | +4   |
| 3    | Chelsea FC       | 10  | 6 | 3 | 1 | 2 | 16 | 10 | +6   |
| 4    | FC Nordsjælland  | 1   | 6 | 0 | 1 | 5 | 4  | 22 | -18  |

## Match

### Feuille de match
| Benfica Lisbonne · |                        |     |
| Titulaires :       |                        |     |
|                    |                        |     |
| 1                  | Artur                  |     |
| 34                 | André Almeida          |     |
| 4                  | Luisão                 |     |
| 24                 | Ezequiel Garay         | 78e |
| 25                 | Lorenzo Melgarejo      | 66e |
| 35                 | Enzo Pérez             |     |
| 21                 | Nemanja Matić          |     |
| 19                 | Rodrigo                | 66e |
| 20                 | Nicolás Gaitán         |     |
| 18                 | Eduardo Salvio         |     |
| 7                  | Óscar Cardozo          |     |
|                    |                        |     |
| Remplaçants :      |                        |     |
| 13                 | Paulo Lopes            |     |
| 33                 | Jardel                 | 78e |
| 89                 | André Gomes            |     |
| 23                 | Jonathan Urretaviscaya |     |
| 10                 | Pablo Aimar            |     |
| 15                 | Ola John               | 66e |
| 11                 | Lima                   | 66e |
|                    |                        |     |
| Entraîneur :       |                        |     |
| Jorge Jesus        |                        |     |

| Chelsea ·      |                    |  |
| Titulaires :   |                    |  |
|                |                    |  |
| 1              | Petr Čech          |  |
| 28             | César Azpilicueta  |  |
| 2              | Branislav Ivanović |  |
| 24             | Gary Cahill        |  |
| 3              | Ashley Cole        |  |
| 8              | Frank Lampard      |  |
| 4              | David Luiz         |  |
| 7              | Ramires            |  |
| 10             | Juan Mata          |  |
| 7              | Oscar              |  |
| 9              | Fernando Torres    |  |
|                |                    |  |
| Remplaçants :  |                    |  |
| 22             | Ross Turnbull      |  |
| 19             | Paulo Ferreira     |  |
| 12             | John Obi Mikel     |  |
| 21             | Marko Marin        |  |
| 30             | Yossi Benayoun     |  |
| 57             | Nathan Aké         |  |
| 13             | Victor Moses       |  |
|                |                    |  |
| Entraîneur :   |                    |  |
| Rafael Benítez |                    |  |

| Benfica Lisbonne · |                        |     |
| Titulaires :       |                        |     |
|                    |                        |     |
| 1                  | Artur                  |     |
| 34                 | André Almeida          |     |
| 4                  | Luisão                 |     |
| 24                 | Ezequiel Garay         | 78e |
| 25                 | Lorenzo Melgarejo      | 66e |
| 35                 | Enzo Pérez             |     |
| 21                 | Nemanja Matić          |     |
| 19                 | Rodrigo                | 66e |
| 20                 | Nicolás Gaitán         |     |
| 18                 | Eduardo Salvio         |     |
| 7                  | Óscar Cardozo          |     |
|                    |                        |     |
| Remplaçants :      |                        |     |
| 13                 | Paulo Lopes            |     |
| 33                 | Jardel                 | 78e |
| 89                 | André Gomes            |     |
| 23                 | Jonathan Urretaviscaya |     |
| 10                 | Pablo Aimar            |     |
| 15                 | Ola John               | 66e |
| 11                 | Lima                   | 66e |
|                    |                        |     |
| Entraîneur :       |                        |     |
| Jorge Jesus        |                        |     |

| Chelsea ·      |                    |  |
| Titulaires :   |                    |  |
|                |                    |  |
| 1              | Petr Čech          |  |
| 28             | César Azpilicueta  |  |
| 2              | Branislav Ivanović |  |
| 24             | Gary Cahill        |  |
| 3              | Ashley Cole        |  |
| 8              | Frank Lampard      |  |
| 4              | David Luiz         |  |
| 7              | Ramires            |  |
| 10             | Juan Mata          |  |
| 7              | Oscar              |  |
| 9              | Fernando Torres    |  |
|                |                    |  |
| Remplaçants :  |                    |  |
| 22             | Ross Turnbull      |  |
| 19             | Paulo Ferreira     |  |
| 12             | John Obi Mikel     |  |
| 21             | Marko Marin        |  |
| 30             | Yossi Benayoun     |  |
| 57             | Nathan Aké         |  |
| 13             | Victor Moses       |  |
|                |                    |  |
| Entraîneur :   |                    |  |
| Rafael Benítez |                    |  |

### Statistiques
|                | Benfica | Chelsea |
| -------------- | ------- | ------- |
| Buts           | 0       | 0       |
| Tirs           | 8       | 3       |
| Tirs cadrés    | 5       | 2       |
| Arrêts         | 2       | 5       |
| Possession     | 55%     | 45 %    |
| Corners        | 1       | 1       |
| Fautes         | 7       | 8       |
| Hors-jeux      | 0       | 4       |
| Cartons jaunes | 1       | 1       |
| Cartons rouges | 0       | 0       |

|                | Benfica | Chelsea |
| -------------- | ------- | ------- |
| Buts           | 1       | 2       |
| Tirs           | 9       | 8       |
| Tirs cadrés    | 6       | 5       |
| Arrêts         | 3       | 5       |
| Possession     | 52%     | 48 %    |
| Corners        | 3       | 3       |
| Fautes         | 11      | 10      |
| Hors-jeux      | 1       | 4       |
| Cartons jaunes | 1       | 0       |
| Cartons rouges | 0       | 0       |

|                | Benfica | Chelsea |
| -------------- | ------- | ------- |
| Buts           | 1       | 2       |
| Tirs           | 17      | 11      |
| Tirs cadrés    | 11      | 7       |
| Arrêts         | 5       | 10      |
| Possession     | 54%     | 46 %    |
| Corners        | 4       | 4       |
| Fautes         | 18      | 18      |
| Hors-jeux      | 1       | 8       |
| Cartons jaunes | 2       | 1       |
| Cartons rouges | 0       | 0       |